# Cam Ward
Cameron „Cam” Ward (ur. 29 lutego 1984 w Saskatoon) – kanadyjski hokeista, występujący na pozycji bramkarza w reprezentacji Kanady w hokeju na lodzie mężczyzn i klubie NHL Chicago Blackhawks.

## Kariera klubowa
- Sherwood Park Flyers Bantam AAA (1998-1999)
- Sherwood Park Kings Midget AAA (1999-2001)
- Red Deer Rebels (2000-2004)
- Lowell Lock Monsters (2004-2005)
- Carolina Hurricanes (2005-2018)
- Chicago Blackhawks (2018-2019)

Wychowanek klubu Sherwood Park MHA. Przez trzy sezony grał w juniorskich rozgrywkach WHL w ramach CHL, zdobywając mistrzostwo obu lig. W międzyczasie w drafcie NHL z 2002 został wybrany przez Carolina Hurricanes. Zawodnikiem tego klubu był od 2005 w lidze NHL. W pierwszym sezonie 2005/2006) zdobył wraz z drużyną Puchar Stanleya. 26 grudnia 2011 podczas meczu z New Jersey Devils strzelił gola dla drużyny Huraganów (na pustą bramkę), stając się dziesiątym bramkarzem w historii NHL, który zdobył gola w sezonie zasadniczym. We wrześniu 2009 przedłużył kontrakt z klubem o sześć lat. Od lipca 2018 zawodnik Chicago Blackhawks. W sierpniu ogłosił zakończenie kariery.

## Kariera reprezentacyjna
Został reprezentantem Kanady. W kadrze seniorskiej uczestniczył w turniejach mistrzostw świata 2007, 2008, 2012.

## Sukcesy

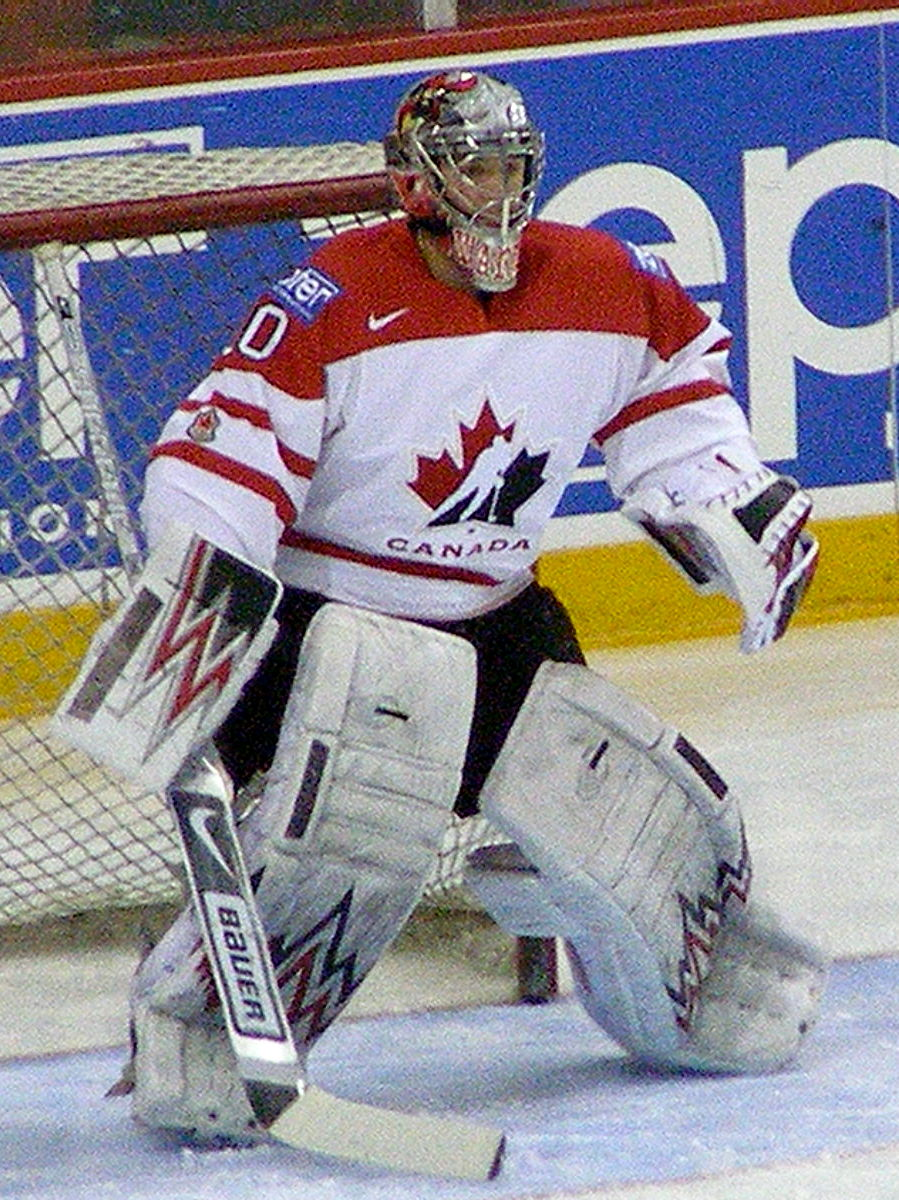
Cam Ward w barwach Kanady (2008)

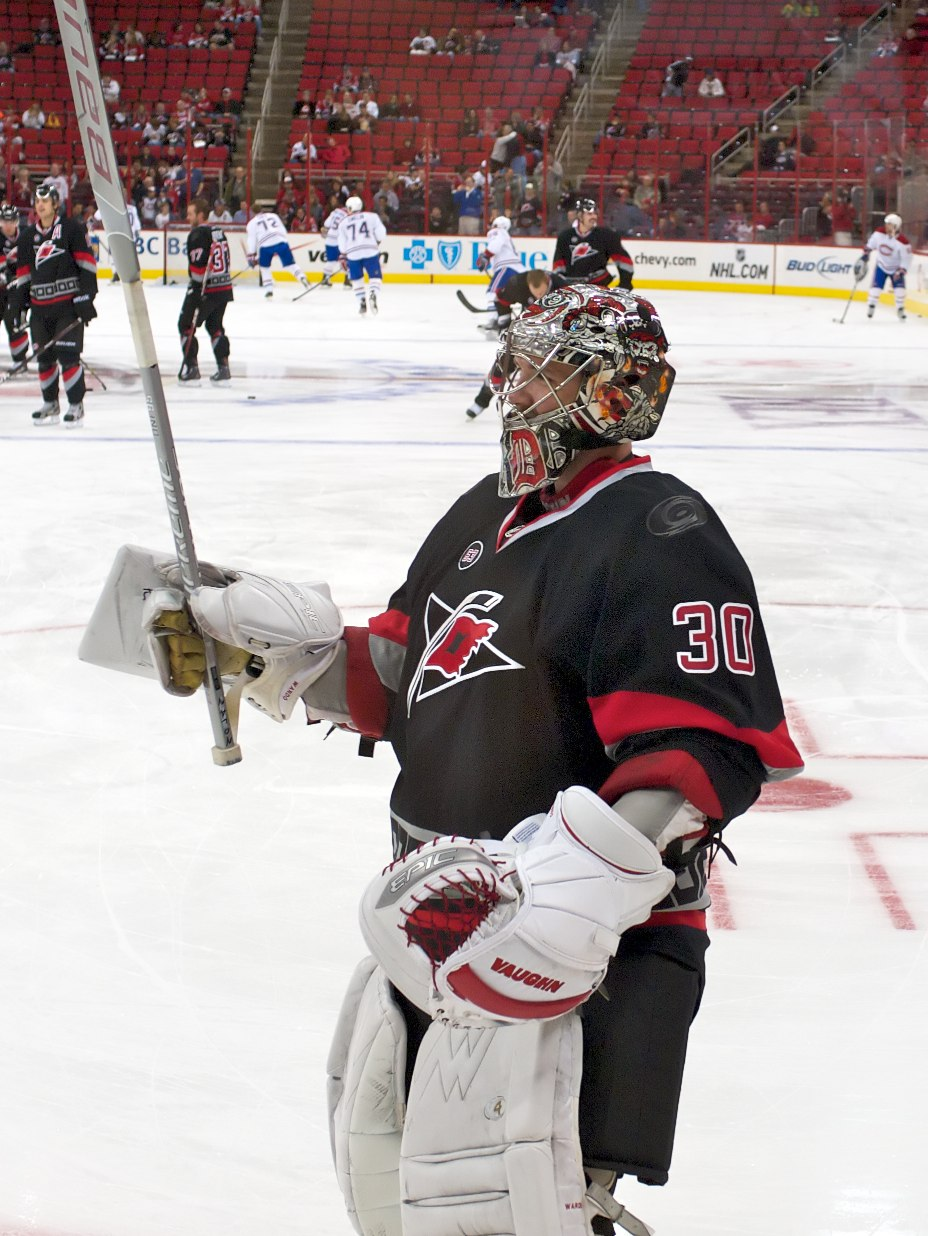
Cam Ward w barwach Carolina Hurricanes (2011)

Reprezentacyjne
- Złoty medal mistrzostw świata: 2007
- Srebrny medal mistrzostw świata: 2008

Klubowe
- Scotty Munro Memorial Trophy: 2001, 2002 z Red Deer Rebels
- Ed Chynoweth Cup: 2001 z Red Deer Rebels
- Memorial Cup: 2001 z Red Deer Rebels
- Mistrzostwo dywizji NHL: 2006 z Carolina Hurricanes
- Mistrzostwo konferencji NHL: 2006 z Carolina Hurricanes
- Prince of Wales Trophy: 2006 z Carolina Hurricanes
- Puchar Stanleya: 2006 z Carolina Hurricanes

Indywidualne
- Sezon WHL i CHL 2001/2002:
  - Pierwsze miejsce w klasyfikacji średniej goli straconych na mecz w sezonie zasadniczym WHL: 2,27
  - Del Wilson Trophy - najlepszy bramkarz WHL
  - Drugi skład gwiazd CHL
- Sezon WHL 2002/2003:
  - Pierwsze miejsce w klasyfikacji skuteczności interwencji w sezonie zasadniczym WHL: 92,0%
- Sezon WHL i CHL 2003/2004:
  - Del Wilson Trophy - najlepszy bramkarz WHL
  - Four Broncos Trophy - najlepszy zawodnik WHL
  - Pierwszy skład gwiazd CHL
  - Najlepszy bramkarz CHL
- Sezon NHL (2005/2006):
  - Conn Smythe Trophy - Najbardziej Wartościowy Zawodnik (MVP) w fazie play-off
- Sezon NHL (2010/2011):
  - NHL All-Star Game
- Mistrzostwa Świata w Hokeju na Lodzie 2007/Elita:
  - Drugie miejsce w klasyfikacji skuteczności interwencji w turnieju: 91,54%
  - Trzecie miejsce w klasyfikacji średniej goli straconych na mecz w turnieju: 2,20